# Ülker
Ülker Bisküvi Sanayi A.Ş. je akciová společnost podnikající v potravinářském průmyslu, která sídlí v tureckém městě Istanbul. Vyrábí čokoládu, kávu, sušenky, dětskou výživu, zmrzlinu a žvýkačky. Vznikla jako pekařství, které si otevřeli 22. února 1944 v Eminönü bratři Sabri a Asim Ülkerovi, uprchlíci z Krymu. Je součástí konglomerátu Yıldız Holding a v čele představenstva stojí od roku 2008 Sabriho syn Murat Ülker.
K nejznámějším výrobkům patří čokoládové oplatky Ülker Çokonat a Dido. V sedmdesátých letech pronikla společnost na trhy v bohatých zemích Perského zálivu a v devadesátých letech expandovala i do postkomunistických zemí. V roce 2003 začala vyrábět nealkoholický nápoj Cola Turka jako tureckou odpověď na Coca-Colu. V roce 2007 získal holding tradiční belgickou značku Godiva Chocolatier a v roce 2014 se jeho součástí stal britský United Biscuits.
V roce 2004 European Candy Kettle Club udělil Ülkeru cenu pro nejlepšího evropského výrobce cukrovinek. Firma má okolo padesáti výrobních závodů a více než 11 000 zaměstnanců. Je třetím největším světovým producentem sladkého pečiva a patří mezi stovku největších firem obchodovaných na istanbulské burze. Její výrobky se prodávají ve 110 zemích.
Společnost financovala stavbu sportovní haly Ülker Sports Arena, v níž od roku 2012 hraje basketbalový tým Fenerbahçe. V roce 2009 vznikla nadace Sabriho Ülkera, zaměřená na výzkum v oblasti výživy.